# فرودگاه بین‌المللی کریویی ریه
فرودگاه بین‌المللی کریویی ریه  (به انگلیسی: Kryvyi Rih International Airport) یک فرودگاه همگانی مسافربری با کد یاتا KWG است که یک باند فرود بتن دارد و طول باند آن ۲۵۰۰ متر است. این فرودگاه در شهر کریفیی ریه کشور اوکراین قرار دارد و در ارتفاع ۱۲۴ متری از سطح دریا واقع شده است.

## شرکت‌های هواپیمایی و مقصدهای پروازی
| شرکت‌های هواپیمایی | مقصدهای پروازی                               |
| ----------------- | -------------------------------------------- |
| Anda Air          | چارتر فصلی: آنتالیا                          |
| براوو ایرویز      | چارتر فصلی: آنتالیا، بورگاس، غردقه، شرم‌الشیخ |